# Adesmia spinosissima
Adesmia spinosissima, añawaya, anagua, canlla, es una especie de planta con flores, arbustiva de leguminosas de la subfamilia Faboideae. Vive entre 2000 y 3500 m s. n. m. en el sur de la cordillera de los Andes.

## Descripción
Es un arbusto que no alcanza 16 dm de altura, perenne, ramas erectas, corteza parda, poco espinoso, hojas aciculares de 1-2,5 cm de largo, enmanojadas, flores diminutas, amarillas; frutos muy plumosos.

## Taxonomía
Adesmia spinosissima fue descrita por Meyen ex Julius Rudolph Theodor Vogel y publicado en Reise um die Erde 2: 27. 1835.
Etimología
Adesmia: nombre genérico que deriva de las palabras griegas: 
a- (sin) y desme (paquete), en referencia a los estambres libres.
spinosissima: epíteto latíno que significa "muy espinosa"
Sinonimia
- Adesmia rupicola Wedd.
- Patagonium alcicornutum Rusby
- Patagonium spinosissimum (Vogel) Kuntze[4]

## Nombres comunes
- Quechua: añawaya, anaguilla, canlla, kañalli